# Badur I
Badur (em urdu:  بہادر شاه اول‎—Bahādur Shāh Awwal) (Burhanpur, 14 de outubro de 1643 – Laore, 27 de fevereiro de 1712), o sétimo imperador mogol da Índia, governou de 1707 até sua morte em 1712. Nascido Muazão, era o terceiro filho de Aurangzeb com sua esposa rajapute muçulmana Begum Nauabe Bai e neto do xá Jahan. Em sua juventude, conspirou inúmeras vezes para derrubar seu pai e ascender ao trono. Seus planos foram todos interceptados pelo imperador, que o mandou prender várias vezes. De 1696 até 1707, Badur foi governador de Aquebarabade (mais tarde conhecida como Agra), Cabul e Laore.
Após a morte de Aurangzeb, o irmão de Badur, o xá Maomé Azão, declarou-se sucessor mas, foi derrotado por este na Batalha de Jajau. Durante o seu governo, Badur conseguiu, sem derramamento de sangue, anexar os estados rajaputes de Jodhpur e Amber e causou polêmica na khutba ao inserir a declaração de Ali como uale. Uma rebelião liderada pelo líder sique Banda Singue Badur, iniciada durante o governo do xá, continuou até depois de sua morte. O xá Badur foi enterrado na Moti Masjid (Mesquita Pérola), no interior do complexo do Forte Vermelho em Deli.

## Juventude

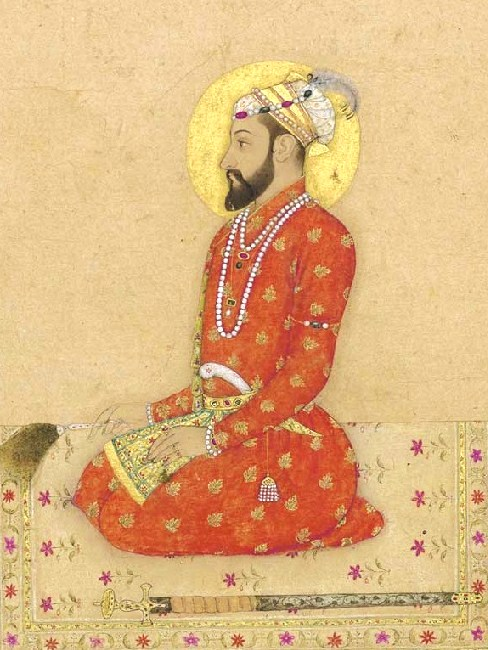
Xá Badur I da Índia, cerca de 1670

Muazão nasceu em 14 de outubro de 1643 em Burhanpur, filho do sexto imperador mogol, Aurangzeb, e de sua esposa Begum Nauabe Bai. Em 1663, quando tinha vinte anos de idade, foi nomeado governador da província do Decão. Muazão viu o surgimento de Shivaji, que conquistou a atual Bombaim e seus arredores do Império Mogol. Naquele ano, ele atacou Pune, onde foi derrotado e ficou preso por oito anos.
Em 1670, Muazão organizou uma insurreição para derrubar Aurangzeb e proclamar-se imperador mogol. Porém, Aurangzeb ficou sabendo de seus planos e enviou Begum Nauabe Bai para dissuadi-lo. Begum Nauabe Bai trouxe Muazão de volta para a corte mogol, onde permaneceu os sete anos seguintes sob a supervisão de Aurangzeb. Em 1680, Muazão se revoltou novamente, sob o pretexto de que era contrário ao tratamento que Aurangzeb dispensava aos chefes rajaputes. Aurangzeb mais uma vez adotou sua política anterior de dissuadir Muazão e aumentou a vigilância sobre ele.
Pelos sete anos seguintes, de 1681 até 1687, Muazão era um "filho obediente a contragosto". Em 1681 ele recebeu ordens para esmagar uma revolta contra Aurangzeb iniciada por seu irmão, o sultão Maomé Aquebar, no Decão. Segundo o historiador Munis Faruqui, Muazão deliberadamente fracassou em sua missão. Em 1683 ele recebeu ordens para invadir a costa do Concão e evitar que Akbar o fizesse, mas novamente a sua missão "tímida" não conseguiu atingir a meta atribuída.
Em 1687 Aurangzeb ordenou que Muazão marchasse contra o sultanato de Golconda, e espiões do imperador interceptaram mensagens entre Muazão e governante do sultanato, Alboácem. Depois de ficar sabendo das intenções do filho, Aurangzeb o acusou de traição e o mandou prender; seu harém foi transferido para longe de Deli, e também acusado de traição. Os servos leais a Muazão foram enviados por seu pai para o serviço imperial, e os servos restantes foram dispensados. Aurangzeb proibiu Muazão de cortar as unhas e o cabelo por seis meses, de receber "boa comida e água fresca" e de encontrar-se com pessoas sem a permissão do governante.
Por volta de 1694, Aurangzeb reabilitou Muazão e permitiu-lhe "reconstruir a sua casa", com a recontratação de alguns de seus servos que haviam sido dispensados. Aurangzeb continuou a espionar seu filho, colocou homens de sua confiança dentro da casa de Muazão, enviou informantes para seu harém e escolheu seus representantes na corte imperial. Muazão e seus filhos foram transferidos do Decão para o norte da Índia, e foram proibidos de comandarem expedições militares na região enquanto durasse o governo de Aurangzeb.
Em 1695, Aurangzeb enviou Muazão para a região de Panjabe a fim de lutar contra os chefes locais e subjugar uma rebelião liderada pelo sique Guru Gobind Singh. Apesar de Muazão concordar que os chefes impunham uma "tributação pesada" sobre os rajás, achou que era necessário deixar os siques imperturbáveis em sua cidade fortificada de Anandepur e se recusou a travar uma guerra contra eles devido a seu "respeito genuíno" por sua religião.
Naquele ano Muazão foi nomeado governador de Aquebarabade, e em 1696 foi transferido para Laore. Após a morte de Amim Cã (governador de Cabul), ele assumiu esse cargo em 1699, mantendo-o até a morte de seu pai em 1707.

## Governo

### Guerra de sucessão
Sem nomear um príncipe herdeiro, Aurangzeb morreu em 1707, quando Muazão era governador de Cabul e seus meios-irmãos (Maomé Baques Cã e Maomé Azão) eram os governantes do Decão e Gujarate, respectivamente. Todos os três filhos queriam herdar o império, e Cã Baques começou a cunhagem de moedas em seu nome. Azam preparou-se para marchar até Agra e se declarar sucessor, mas foi derrotado por Muazão na Batalha de Jajau em junho de 1707. Azam e seu filho, Ali Tabar, foram mortos na batalha. Muazão subiu ao trono mogol quando tinha sessenta e três anos de idade, em 19 de junho de 1707, com o título de xá Badur I.

### Anexações

#### Amber

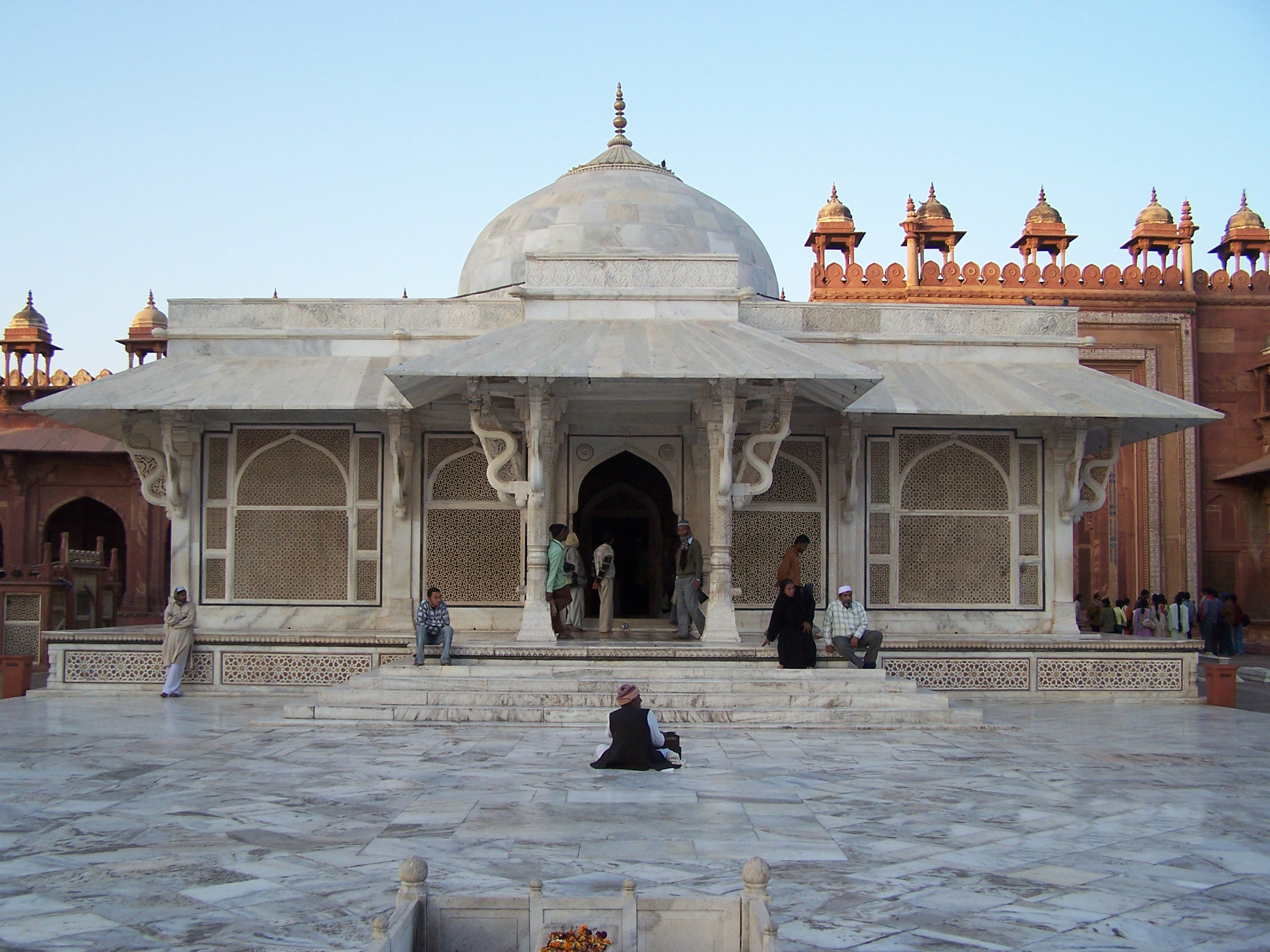
Em sua marcha para Amber, Badur visitou o túmulo de Salim Chishti em Fatehpur Sikri.

Jasuante Singue era o líder da Rathore em Jodhpur durante o governo de Aurangzeb. Durante uma guerra de sucessão, Singue tomou o partido do irmão mais velho de Aurangzeb, Dara Shikoh, que foi morto por Aurangzeb. Singue foi perdoado, tornou-se governante titular da região e foi nomeado governador da província de Cabul antes de sua morte em 18 de dezembro de 1678. Após sua morte, Aurangzeb ordenou que as viúvas de Singue e seu filho fossem levados para Deli para tentar "obter as propriedades" do filho "pela força". Durgadas Rathore travou uma guerra mal-sucedida para evitar isso, e as viúvas e o jovem Ajite Singue fugiram de Jodhpur. Após a morte de Aurangzeb, Singue marchou para Jodhpur e libertou-a do governo mogol.
Depois de subir ao trono, Badur fez da retomada de Jodhpur e de outras cidades perdidas da Rajputana o seu objetivo principal. Em outubro de 1707 o governante de Udaipur, Amar Singue II, enviou seu irmão, Baquete Singue, para Agra com oferendas de cem moedas de ouro, dois cavalos e um elefante. Em 10 de novembro, Badur começou sua marcha para Amber, visitando o túmulo de Salim Chishti em Fatehpur Sikri em 21 de novembro. Nesse meio tempo, Mirabe Cã recebeu ordens para tomar posse de Jodhpur.
Badur chegou em Amber em 20 de janeiro de 1708. Seu trono era disputado por dois irmãos: Jai Singue e Bijai Singue. Badur declarou que devido à disputa, a região se tornaria parte do império mogol e da cidade renomeada Islamabade. Os bens e propriedades de Jai Singue foram confiscados; Bijai Singue foi nomeado seu governador em 30 de abril de 1708; Badur deu-lhe o título de Mirza Rajá, e ele recebeu presentes no valor de cem mil rúpias. Amber passou para o domínio mogol sem uma guerra.

#### Jodhpur
Em Amber, Badur anunciou sua intenção de marchar para Jodhpur quando Mirabe Cã derrotou Ajite Singue em Mairta, e chegou à cidade em 21 de fevereiro de 1708. Os filhos do vizir Assade Cã — Cã Zamã, Bude Singue e Hejebate Cã — foram enviados para trazer Singue para a cidade para uma conversa com Badur, onde Singue recebeu "vestes especiais de honra" e um cachecol ornamentado. Badur chegou a Jodepur em 24 de março, e visitou o xarife Dargá. Em 23 de abril, o xarife Dargá foi nomeado governador da província, com o título de Marajá, e recebeu três mil cavalos. Assim como em Amber, Jodepur passou para o controle mogol sem derramamento de sangue.
Em Jodhpur, Badur ouviu que Amar Singue II tinha fugido de Udaipur para as montanhas. De acordo com a crônica Badur Xá Nama, por causa disso, Badur chamou Amar Singue de incrédulo. Badur travou uma guerra contra o rei até que a insurgência de seu irmão Maomé Baques Cã desviasse a sua atenção para o sul.

### Insurreição de Cã Baques

#### Rivalidade na corte

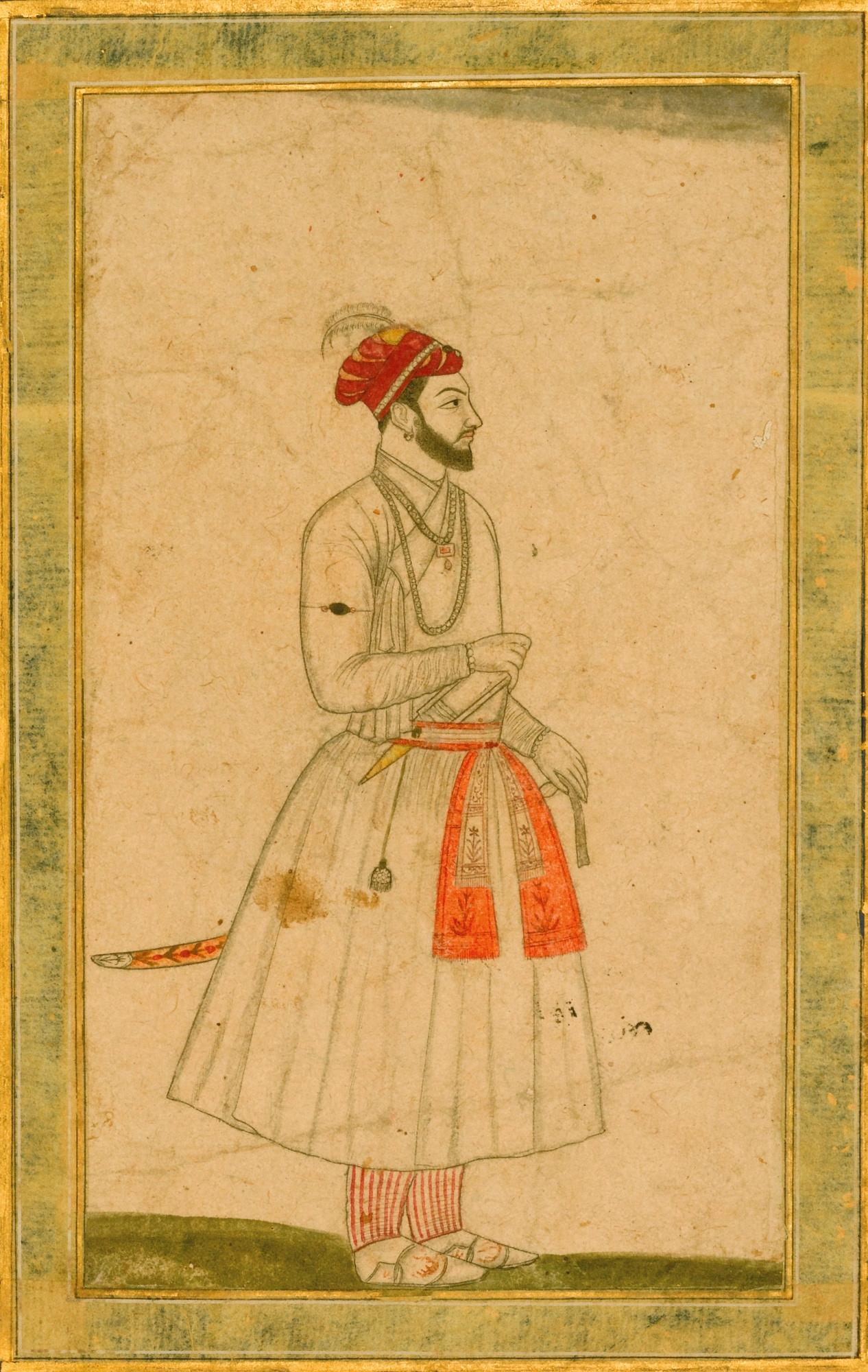
Cã Baques estabeleceu seu governo em Bijapur.

O meio-irmão de Badur, Maomé Baques Cã, marchou em direção a Bijapur em março de 1707 com seus soldados. Quando a notícia da morte de Aurangzeb se espalhou pela cidade, o rei Saíde Niaz Cã entregou sua fortaleza para ele sem luta. Depois de subir ao trono, Cã Baques nomeou Açã Cã bakshi (chefe geral), Tacarrube Cã, ministro-chefe e deu a si mesmo o título de Padexá Cã Baques-i-Dinpanah (Imperador Cã Baques, Protetor da Fé). Em seguida, conquistou Kulbarga e Wakinkhera.
A rivalidade se estabeleceu entre Tacarrube Cã e Açã Cã. Açã Cã criou um mercado em Bijapur, onde, sem a permissão de Cã Baques, não cobrava taxas das lojas. Tacarrube Cã relatou o fato para Cã Baques, que ordenou que a prática fosse encerrada. Em maio de 1707, Cã Baques enviou Açã Cã para conquistar os estados de Golkonda e Haiderabade. Embora o rei de Golconda tenha se recusado a se render, o governante de Haiderabade, Rustão Dil Cã, o fez.
Tacarrube Cã conspirou com Saíde Amade para eliminar Açã Cã, alegando que as reuniões de Açã Cã, Ceife Cã (professor de arco e flecha de Cã Baques), Arçã Cã, Amade Cã, Nácer Cã e Rustão Dil Cã para discutir negócios públicos era na verdade uma conspiração para assassinar Cã Baques "quando este estivesse a caminho da grande mesquita para orar na sexta-feira". Cã Baques convidou Rustão Dil Cã para jantar; preso enquanto se dirigia para o encontro, Rustão Dil Cã foi morto, esmagado sob os pés de um elefante. As mãos de Ceife Cã foram amputadas, e língua de Arxade Cã foi cortada. Açã Cã ignorou os avisos dados por amigos próximos de que Cã Baques iria prendê-lo, e ele foi preso e suas propriedades confiscadas. Em abril de 1708, o enviado de Badur, Maquetabar Cã, chegou à corte de Cã Baques. Quando Tacarrube Cã contou a Cã Baques que Maquetabar Câ pretendia destroná-lo, Cam Baques convidou o enviado e sua comitiva para uma festa e os executou.

#### A marcha de Badur para o sul da Índia
Em maio de 1708, Badur escreveu uma carta para Cã Baques na qual ele esperava ser esta "um aviso" contra ele proclamar-se um soberano independente e iniciou uma jornada para o Túmulo de Aurangzeb para prestar seus respeitos a seu pai. Cã Baques agradeceu-lhe em uma carta, "sem dar qualquer explicação ou justificativa [para suas ações]".
Quando Badur chegou em Hiderabade em 28 de junho de 1708, ele ficou sabendo que Cã Baques atacou Machhlibandar para roubar mais de três milhões de rúpias de um tesouro escondido em sua fortaleza. O subahdar da província, Jan Sipar Cã, se recusou a entregar o dinheiro. Enfurecido, Cã Baques confiscou suas propriedades e ordenou o recrutamento de quatro mil soldados para o ataque. Em julho, a guarnição no forte de Culbarga declarou sua independência e o comandante da guarnição, Daler Cã Bijapuri, "reportou que não recebia mais ordens de Cã Baques". Em 5 de novembro de 1708 a comitiva de Badur chegou a Bidar, 108 quilômetros ao norte de Haiderabade. O historiador William Irvine escreveu que quanto mais o grupo de Badur se aproximava, "as deserções no exército de Cã Baques tornaram-se mais e mais frequentes".
Quando o general de Cã Baques lhe disse que a falta de pagamento de seus soldados era o motivo das deserções, ele respondeu: "Que necessidade tenho eu de pagá-los? Minha confiança está em Deus, e tudo o que for de bom acontecerá".
Achando que Cã Baques pudesse fugir para a Pérsia, Badur ordenou que o primeiro-ministro mogol Zulficar Cã Nusrate Jungue fizesse um acordo com o governador da Presidência de Madras, Thomas Pitt, de pagar-lhe duzentas mil rúpias pela captura de Cã Baques. Em 20 de dezembro, foi relatado que Cã Baques possuía uma cavalaria de 2 500 homens e uma infantaria de 5 000.

#### Morte de Cã Baques
Em 20 de dezembro de 1708 Cã Baques marchou em direção a Talab-i-Mir Jumla, nos arredores de Haiderabade, com "trezentos camelos, [e] vinte mil foguetes" para a guerra contra Badur. Badur fez de seu filho Jahandar o comandante da guarda avançada, mais tarde, substituindo-o por Cã Zamã. Em 12 de janeiro 1709, Badur chegou a Haiderabade e posicionou suas tropas. Embora Cã Baques tivesse deixado pouco dinheiro e alguns soldados, o astrólogo real havia previsto que ele iria "milagrosamente" ganhar a batalha.
Ao nascer do sol no dia seguinte, o exército de Badur seguiu em direção a Cã Baques. Seus 15 mil soldados estavam divididos em dois corpos: um liderado por Mumim Cã, assistido por Rafi-ush-Shan e Jaã Xá, e o segundo sob o comando de Zulficar Cã Nusrate Jungue. Duas horas mais tarde o acampamento de Cã Baques foi cercado, e cã impacientemente o atacou com sua "pequena força".
Com seus soldados em menor número e incapaz de resistir ao ataque, Cã Baques se juntou à batalha e disparou duas aljavas de flechas contra seus oponentes. Ainda de acordo com Irvine, quando ele estava "enfraquecido pela perda de sangue", Badur levou ele e seu filho Bariculá prisioneiros. Surgiu uma disputa entre Mumim Cã e Zulficar Cã Nusrate Jungue sobre quem os teria capturado, com Rafi Axã decidindo em favor deste último. Cã Baques foi trazido em um palanquim para o acampamento de Badur, onde morreu na manhã seguinte.

## Rebelião sique

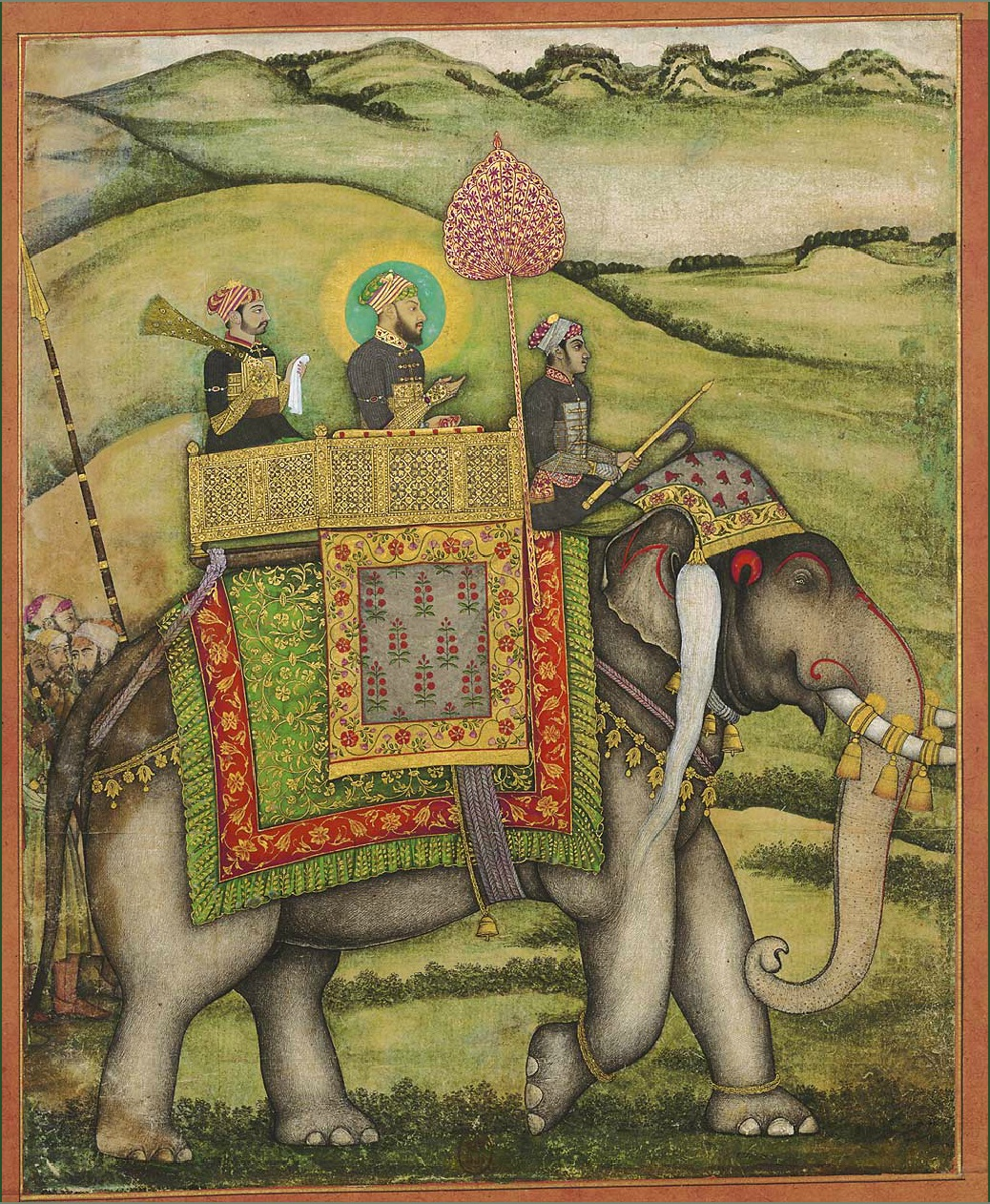
O imperador Badur em uma expedição contra os siques.

Diferentemente de governantes mogóis anteriores que dividiram o poder entre mogóis e chefes rajputs, durante o reinado de Badur todo o poder residia nele. A khalsa sique, sob a liderança de Banda Singue Badur, e seu exército derrotou os mogóis nas batalhas de Samana, Sirhind e Rahon. Tomaram as cidades de Samana, Sirhind, Malerkotla, Saharanpur, Rahon, Behat, Ambeta, Ropar e Jalandar de 1709 a 1712. Com um exército de oitenta mil soldados, Badur também sitiou a cidade de Jalalabade no atual Afeganistão.

### Esforços para a supressão
Badur assinou tratados de paz com Ajite Singue de Jodhpur e Mã Singue de Amber, que anteriormente haviam lutado contra Banda Singue. Ordenou também que o nababo de Awadh, Asaf-ud-Daula, o governador provincial, Cã de Durrani, o faujdar de Moradabade, Maomé Amim Cã Chim, o subahdar de Deli, Assade Cã e o faujdar de Jamu, uazide Cã, o acompanhassem nas batalhas. Badur deixou Ajmer em direção ao Panjabe em 17 de junho de 1710, mobilizando pelo caminho grupos que se opunham a Banda Singue. Quando soube dos planos de Badur, Banda Singue sem sucesso apelou para Ajite Singue e Mã Singue pedindo ajuda. Nesse meio tempo, Badur havia reocupado Sonipat, Kaithal e Panipat em seu trajeto. Em outubro, seu comandante Feroz Cã escreveu-lhe que tinha "cortado trezentas cabeças de rebeldes"; Cã enviou-as para o imperador, que as exibiu montadas em lanças.
Em 1 de novembro de 1710 Badur chegou à cidade de Karnal, onde o cartógrafo mogol Rustão Dil Cã entregou-lhe um mapa de Thanesar e Sirhind. Seis dias depois, um pequeno grupo de siques foi derrotado em Mewati e Banswal. A cidade de Sirhind se rendeu aos mogóis em 7 de dezembro; seu sitiante, o general Maomé Amim Cã Badur, entregou ao imperador Badur um porta-chaves de ouro para comemorar a vitória. Depois de não conseguir retomar Sadaura, Badur marchou em direção a Lohgarh, onde Banda Singue estava escondido. Em 30 de novembro atacou o forte de Lohgarh, capturando três canhões, fechos de mechas e três trincheiras dos rebeldes. Com pouca munição se retirou, Banda Singue e "algumas centenas de seguidores fugiram". Seu seguidor, Gulabe Singue (que estava "vestido como" Banda Singue, entrou na luta e foi morto. Badur emitiu ordens imperiais para os governantes de Kumaon e Srinagar para que se caso Banda Singue tentasse entrar em suas províncias, que ele deveria ser preso e "enviado para o imperador".
Suspeitando que Banda Singue fosse aliado de Bupe Pracas, o rei de Nahan, Badur mandou prender Pracas em janeiro de 1711; sua mãe implorou em vão por sua libertação. Depois que ela lhe enviou seguidores de Banda Singue capturados, ele ordenou que "ornamentos no valor de cem mil rúpias fossem confeccionados" para ela, e Pracas foi libertado um mês depois. Xucã Cã Badur e Himete Diler Cã foram enviados para Laore pondo fim à rebelião de Banda Singue e sua tentativa mal-sucedida foi reforçada por uma guarnição de cinco mil soldados. Badur pressionou também Rustão Dil Cã e Maomé Amim Cã para se juntar a eles.
Banda Singue ficou escondido em Alhalab, onze quilômetros de Laore. Quando os trabalhadores mogóis chegaram para reparar uma ponte da aldeia, seus seguidores os informaram que ele estava se preparando para atacar Deli via Ajmer. Banda Singue recebeu soldados do governante da aldeia, Ram Chand, para a sua marcha contra os mogóis e sitiou Fatehabad em abril de 1711. Depois de ficar sabendo, através do mensageiro de Rustan Jung, que ele cruzou a rio Ravi, Badur atacou com a artilharia liderada por Issa Cã. Na batalha de julho, Banda Singue foi derrotado e fugiu para as montanhas de Jamu. As forças lideradas por Issa Cã e Maomé Amim Cã o seguiram, mas não conseguiram capturá-lo. Badur emitiu um édito para os zamindares de Jammu para, se possível, prenderem o sique.
Banda Singue foi atacado por Maomé Amim Cã no rio Sutlej, e fugiu para as montanhas do Himalaia. Considerando-o "invencível", Badur pediu ajuda para Ajite Singue e Jai Singue. Em outubro de 1711, uma força conjunta mogol-rajapute marchou em direção a Sadaura. Banda Singue escapou do cerco que se seguiu, desta vez refugiando-se em Kulu na atual Himachal Pradesh. Durante o governo de Badur, Banda Singue o atormentou, e a administração mogol em Deli não conseguiu reprimir a rebelião sique.

### Polêmica nakhutba
Depois de subir ao trono, Badur alterou a oração pública (ou khutba) dita ao monarca toda sexta-feira, dando o título uale para Ali — o quarto califa sunita e primeiro xiita. Devido a isso, os cidadãos de Laore se negaram a recitar a khutba.
Para tentar resolver o problema, Badur foi até Laore em setembro de 1711 e dialogou com Haji Iar Maomé, Maomé Murade e "outros homens bem conhecidos". Nessa reunião, ele leu "livros de autoridades" para justificar o uso da palavra uale. Badur teve uma discussão acalorada com Iar Maomé, dizendo que o martírio por um rei era a única coisa que ele queria. Iar Maomé (apoiado pelo filho do imperador, Azim-ush-Shan) recrutou tropas contra Badur, mas nenhuma luta foi travada. Badur culpou o catibe (recitador chefe) da mesquita Badshahi como responsável pela polêmica, e mandou prendê-lo. Em 2 de outubro, embora o exército estivesse posicionado na mesquita, a antiga khutba (a que não chamava Ali de "uale") foi lida.

## Morte

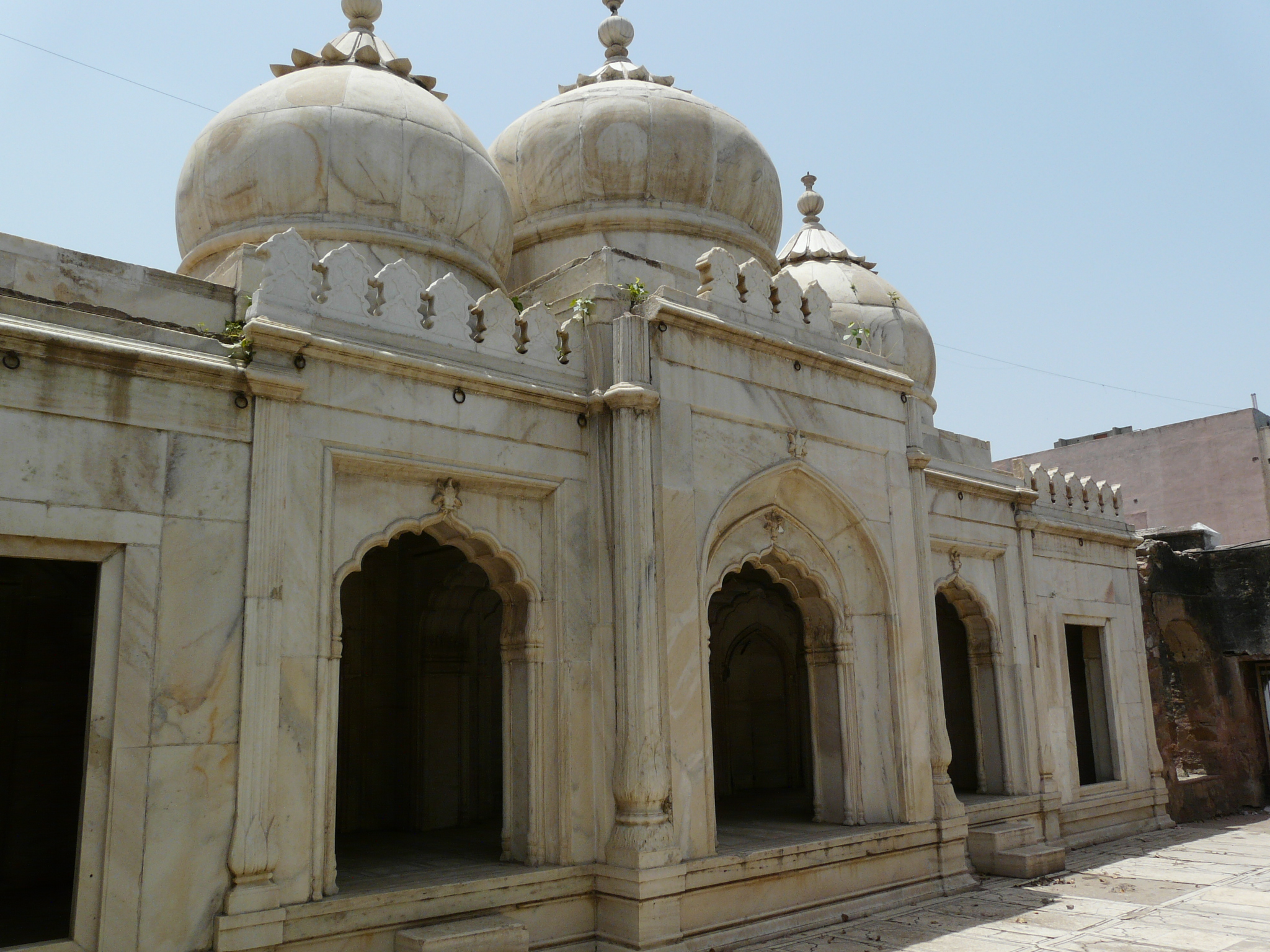
Moti Masjid, local de sepultamento de Badur I

Segundo o historiador William Irvine, Badur se encontrava em Laore, em janeiro de 1712, quando sua "saúde debilitou". Em 24 de fevereiro, ele fez sua última aparição pública, e morreu durante a noite de 27 para 28 de fevereiro; de acordo com o nobre mogol Camuar Cã, ele morreu de "aumento do baço". Em 11 de abril, o corpo de Badur foi enviado para Deli sob a supervisão de sua viúva Mir-Paruar e Chim Quiliche Cã. Ele foi sepultado em 15 de maio no pátio da Moti Masjid (Mesquita Pérola) em Mehrauli, que ele construiu perto do dargah de Cobadim Baquetiar Caqui.

## Moedas
Badur emitiu moedas de ouro, prata e cobre, apesar das moedas de seus predecessores também serem usadas para pagar funcionários do governo e no comércio. As moedas de cobre do reinado de Aurangzeb foram re-cunhadas com o seu nome. Ao contrário de outros imperadores mogóis, as moedas de Badur não apresentam o seu nome em um dístico; o poeta Danismande Cã compôs duas linhas para as moedas, mas elas não foram aprovadas.

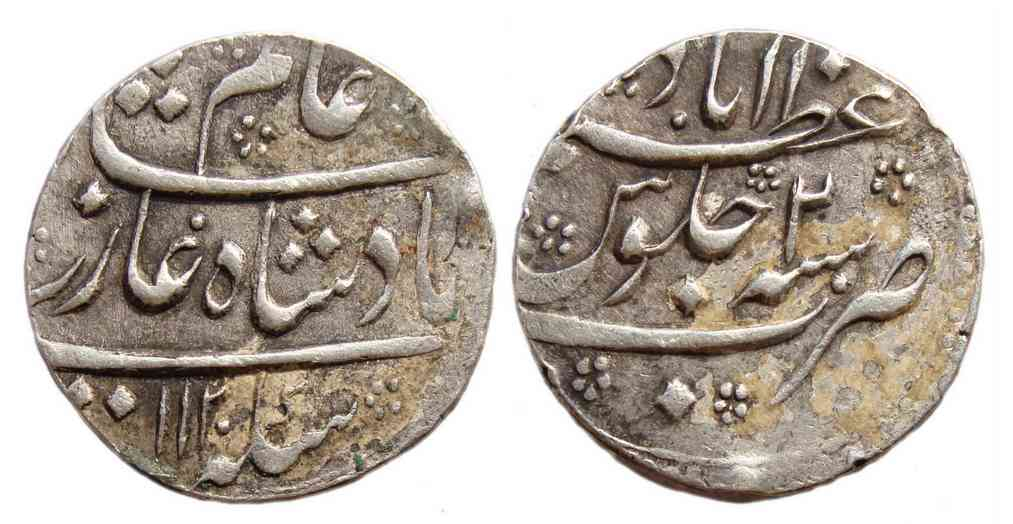
Rúpia de prata de Azimabad, 1708
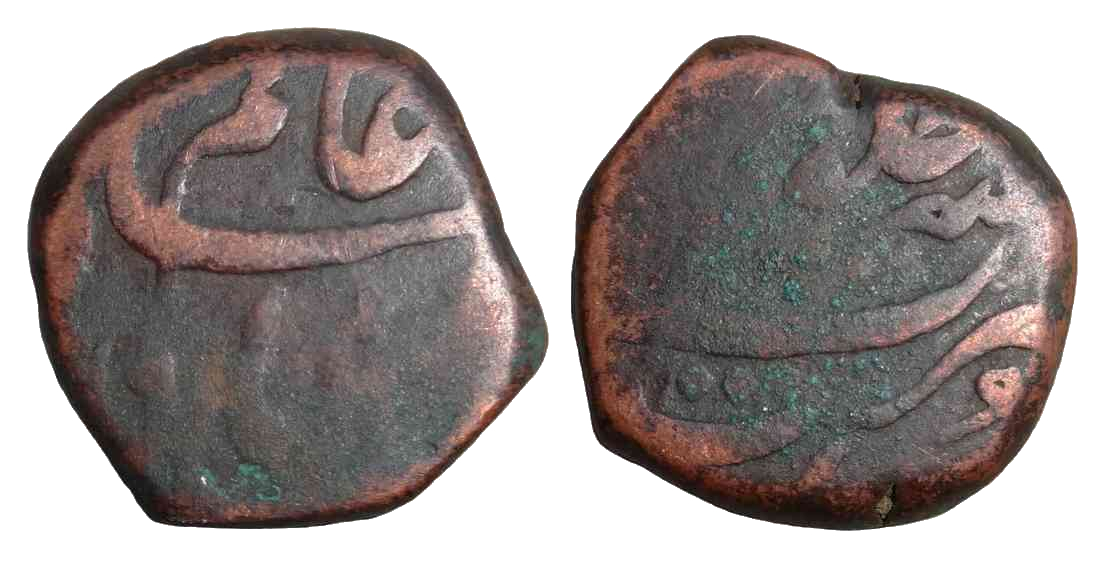
Paisa de cobre de Surate
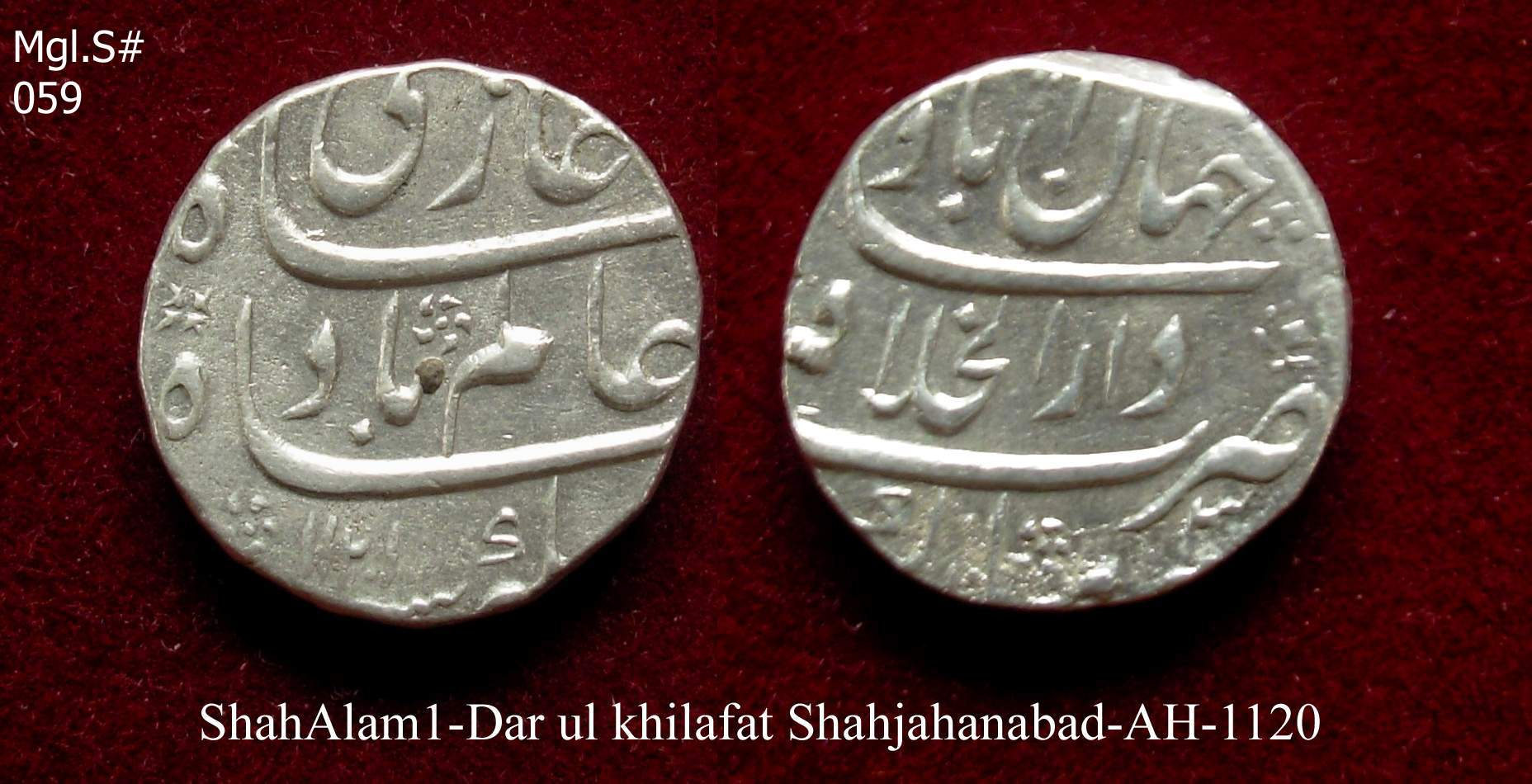
Rúpia de prata de Xajanabade, 1708

## Vida pessoal

### Nome, títulos e linhagem
O nome completo de Badur, incluindo seus títulos, era "Abul Saíde Cutebe Naceradim Maomé Xá Alã Xá badur Badexá". Após sua morte, os historiadores contemporâneos começaram a chamá-lo de "Culde-Manzil" (Partiu para o Paraíso). Ele foi o único imperador mogol que teve o título saíde, usado por descendentes do profeta Maomé. De acordo com William Irvine, seu avô materno foi Saíde Xá Mir (cuja filha, Begum Nauabe Bai, casou com Aurangzeb).

### Descendentes
| Nome             | Nascido | Morto       | Filhos                                                        |
| ---------------- | ------- | ----------- | ------------------------------------------------------------- |
| Jahandar         | 1661    | 1713        | Alamgir II, Izadim, Azadim                                    |
| Azadim           | 1664    | na infância | Nenhum                                                        |
| Azim-ush-Shan    | 1665    | 1712        | Maomé Carim, Farrukhsiyar, Humaium Baquete, Rul Cudes, Açaulá |
| Daulat-Afza      | 1670    | 1689        | Nenhum                                                        |
| Rafi-ush-Shan    | 1671    | 1712        | Jahan II, Rafi ud-Darajat, Maomé Ibraim                       |
| Jahan I          | 1674    | 1712        | Farcunda Aquetar, Maomé                                       |
| Muhammad Humayun | 1678    | na infância |                                                               |

Fonte: Irvine, pp. 143–144